# ランブリン・マン
「ランブリン・マン」（Ramblin' Man）は、オールマン・ブラザーズ・バンドが1973年に発表したカントリーロックの楽曲。グループの代表曲の一つである。

## 概要
1973年8月1日発売のアルバム『ブラザーズ&シスターズ』に本作品は収録された。作詞・作曲はディッキー・ベッツ。ハンク・ウィリアムズの同名の曲に触発されて書かれた。リード・ボーカルもベッツが担当した。
アルバムはビルボードのアルバム・チャートで1位を記録し、8月にシングルカットされた「ランブリン・マン」は10月13日付のビルボード・Hot 100で2位を記録した。また、キャッシュボックス Top 100では1位を獲得した。
本作品はデュアン・オールマンが存命中の1971年4月に行われたジャム・セッションですでに演奏されている（ブートレッグ『The Gatlinburg Tapes』で聴くことができる）。ブッチ・トラックスによれば、バンドのメンバーはみな優れた歌であることに気づいていたが、当時の彼らにはカントリー色が強すぎたためレコードにするのをためらったという。
レコーディングはギタリストのレス・デューデックを迎え、1972年10月に行われた。ベリー・オークリーは同年11月11日にオートバイ事故によりこの世を去った。
1973年9月26日にサンフランシスコのウィンターランドで行ったコンサートでのライブ・バージョンが、2枚組のライブ・アルバム『熱風』（1976年）に収録された。

## 演奏者
- ディッキー・ベッツ - リード・ギター、リード・ボーカル
- レス・デューデック - リード・ギター
- グレッグ・オールマン - オルガン、バッキング・ボーカル
- チャック・リーヴェル - ピアノ、バッキング・ボーカル
- ベリー・オークリー - ベース
- ブッチ・トラックス - ドラムス、パーカッション
- ジェイモー - ドラムス、コンガ